# Ісламські свята
Ісла́мські свя́та — свята, що відзначаються мусульманами. Святкуються за мусульманським місячним календарем
Пророком Мухаммедом було встановлено два свята:
- Свято розговіння (Ід аль-Фітр, Ураза-байрам)
- Свято жертвопринесення (Ід аль-Адха, Курбан-байрам)

Згідно з мусульманським переказом, віруючі, які з'явились до Мухаммада сказали, що єврейські жителі Медини святкують своє свято, і запитали, чи можна мусульманам приєднатися до них. Пророк однозначно заборонив їм це, сказавши, що Аллах призначить для мусульман кращі свята, і саме вони будуть бажані Богові. Так мусульманам були дані два великі свята
Крім того мусульманами вшановуються:
- Десятий день першого місяця Мухаррама мусульманського календаря — Ашура
- У сьомому місяці Раджаб мусульманського календаря відзначаються дві ночі — Рагаїб і Мірадж
- У дев'ятому місяці Рамадані мусульманського календаря здійснюється обов'язковий піст. Кадр (ніч, коли пророку Мухаммеду почали посилатися перші одкровення) — одна з шанованих мусульманами ночей місяця Рамадан
- Бараа — одна з шанованих мусульманами ночей, що відзначається щорічно з 14 по 15 число місяця Шаабана
- Маулід — назва свята, присвяченого дню народження пророка Мухаммеда, щорічно відзначається 12 Рабі-аль-авваль
- Мілад — день народження пророка Іси
- День Арафат — свято, що відзначається в 9-й день 12-го місяця зуль-хіджжа

Окремим днем у релігійному ісламському календарі виступає Джума (араб. جمعة — день зібрання) — п'ятниця, що іменується найкращим днем тижня.

Джума — святковий, але не обов'язково неробочий день у мусульман. Фактично Джума вважається днем відпочинку і святкується щотижня, як у християн неділя, а в юдеїв — субота.
Джума, відповідно до шаріату, починається з заходом сонця в четвер і продовжується до його заходу в п'ятницю. Таким чином, священними є п'ятничний день і ніч напередодні.

Грішити у п'ятницю особливо неприпустимо. Це вважається зневагою до священного дня, до милості Всевишнього, яка посилається в джума. У цей день багаторазово збільшується не тільки воздаяння за доброчинство, але і покарання за нечестиві вчинки. Джума-намаз є обов'язковим (фард) для повнолітніх, відповідно до шаріату, чоловіків.